# Pharoah Sanders

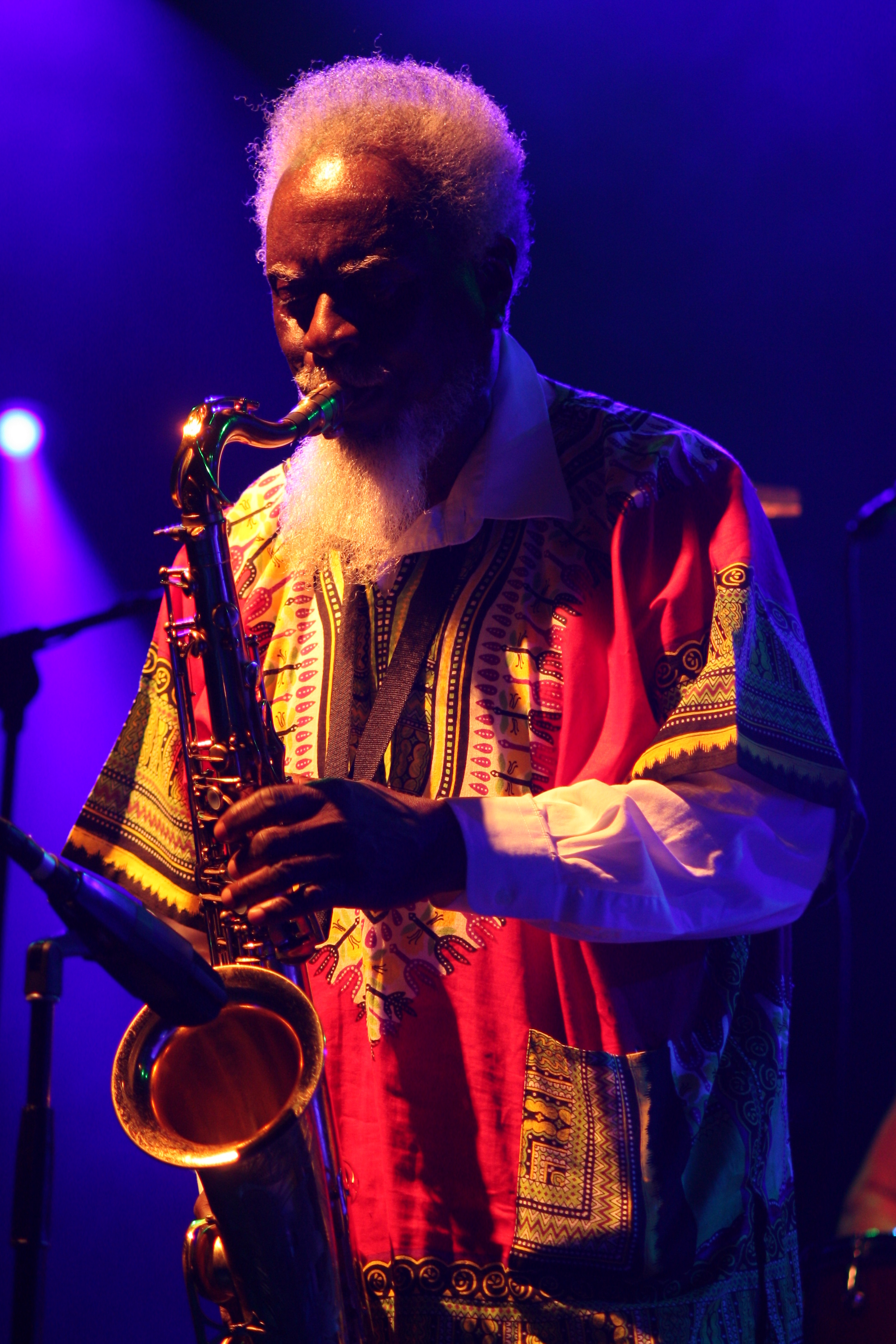
Pharoah Sanders (Deutsches Jazzfestival 2013)

Pharoah Sanders, eigentlich Ferrell Sanders (* 13. Oktober 1940 in Little Rock, Arkansas; † 24. September 2022 in Los Angeles, Kalifornien), war ein amerikanischer Jazz-Musiker, Tenorsaxophonist und Multiinstrumentalist. Den Künstlernamen Pharoah verlieh ihm angeblich Sun Ra, mit dem er in New York Anfang der 1960er Jahre gemeinsam auftrat.

## Leben
Sanders wuchs in einer musikalischen Familie auf, seine Eltern waren Musiklehrer. Er lernte zunächst Klarinette, stieg später während der High School auf das Tenorsaxophon um und machte sich mit dem Jazz vertraut. Seine frühen Vorbilder waren Harold Land, James Moody, Sonny Rollins, Charlie Parker und John Coltrane. Als Teenager spielte er auf lokalen Blues-Gigs in Little Rock und verdiente so sein Taschengeld. Nach der High School zog er nach Oakland (Kalifornien), wo er Musik studierte. Während dieser Zeit spielte er in Klubs der San Francisco Bay Area Jazz und Rhythm & Blues und machte sich so als Musiker einen Namen.

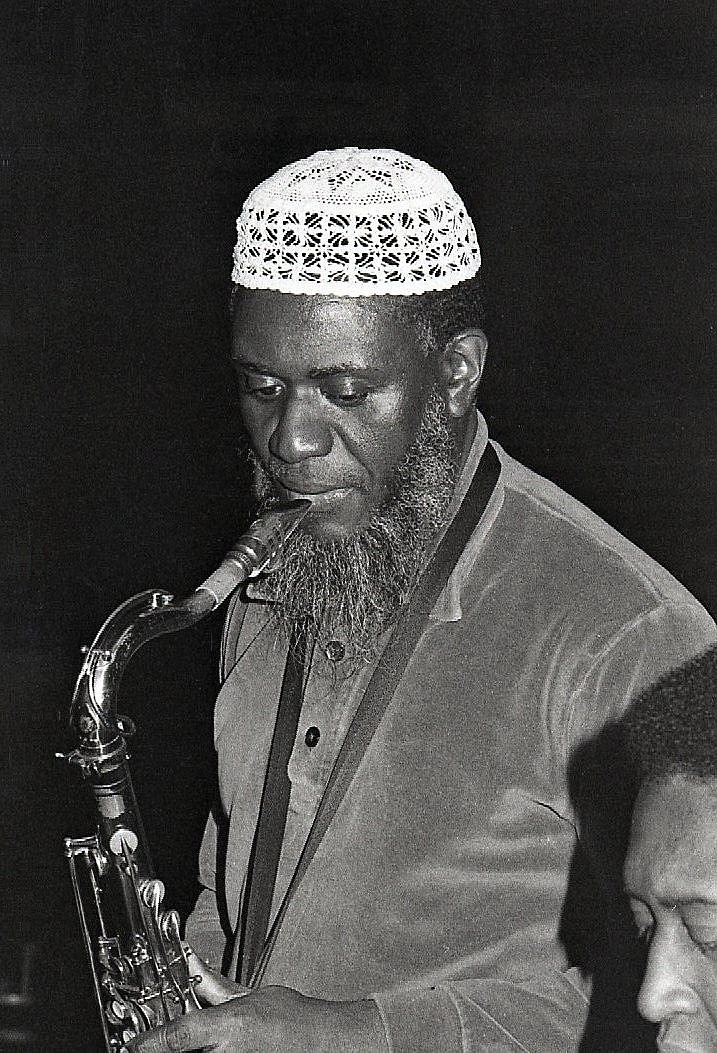
Pharoah Sanders (Warschau, 1981)

Anfang der 1960er Jahre zog er nach New York, wo er als Berufsmusiker Fuß zu fassen versuchte. Bis 1965 konnte er jedoch keinen nennenswerten Erfolg erzielen, so dass er gezwungen war, diverse Nebenjobs anzunehmen und sogar sein Instrument zu verpfänden. In dieser Zeit spielte er gemeinsam mit einigen Vertretern des Free Jazz wie Sun Ra (Konzert 1964 und resultierendes Album Featuring Pharoah Sanders and Black Harold) und Don Cherry. 1963 gründete er eine eigene Band mit dem Pianisten John Hicks, dem Bassisten Wilbur Ware und dem Schlagzeuger Billy Higgins. Die Gruppe erregte die Aufmerksamkeit John Coltranes, so dass Sanders 1964 gebeten wurde, mit Coltranes Band aufzutreten. Die gemeinsamen Auftritte wurden bis 1965 häufiger (etwa A Love Supreme: Live in Seattle), obwohl Sanders nie offiziell als Mitglied von Coltranes Band galt. Sanders’ und Coltranes Musik aus dieser Zeit wirft die traditionellen Jazz-Formeln und die funktionelle Harmonie über Bord und konzentriert sich stattdessen auf Sounds, wie sie u. a. auf Coltranes Album Ascension von 1965 zu hören sind.
Nach Coltranes Tod arbeitete Sanders überwiegend mit eigenen Ensembles, aber auch mit Alice Coltrane (The Carnegie Hall Concert). Nach einem Debütalbum für das Label ESP mit der Pianistin Jane Getz veröffentlichte er von 1966 bis 1973 mehrere Alben für das Label Impulse!, außerdem Izipho Zam (My Gifts) bei Strata-East Records. Seine erste Veröffentlichung auf diesem Label Tauhid wählte das Magazin Rolling Stone 2013 in seiner Liste Die 100 besten Jazz-Alben auf Platz 89. Es folgte ein Ausflug zu Arista. Von den späten 1970er Jahren bis 1987 erschienen seine Alben beim kleinen Independent-Label Theresa. Seit 1987 veröffentlichte er unter den Labels Evidence und Timeless, wobei Evidence Theresa übernahm und seine Alben aus dieser Zeit wiederveröffentlichte. 1995 erschien Message from Home, das von Bill Laswell produziert wurde, auf dem Major-Label Verve; im Vorjahr war Sanders neben Mahmoud Ghania auf The Seven Colors of Trance (Axiom) zu hören. Joey DeFrancesco beteiligte ihn 2019 an seinem Album In the Key of the Universe.
Sanders gilt als einer der Begründer des Ethno-Jazz, wobei er den Islam und die spirituellen Traditionen Afrikas oft in seine Arbeiten einbezog und zum Thema seiner Musik machte.

## Diskografie
| Titel                                                      | Erschienen | Label                 |
| ---------------------------------------------------------- | ---------- | --------------------- |
| Pharoah’s First                                            | 1964       | ESP                   |
| Tauhid                                                     | 1966       | Impulse!              |
| Izipho Zam                                                 | 1969       | Strata-East           |
| Karma                                                      | 1969       | Impulse!              |
| Jewels of Thought                                          | 1969       | Impulse!              |
| Summun, Bukmun, Umyun (Deaf, Dumb, Blind)                  | 1970       | Impulse!              |
| Thembi                                                     | 1971       | Impulse!              |
| Village of the Pharoahs                                    | 1971       | Impulse!              |
| Black Unity                                                | 1971       | Impulse!              |
| Live at the East                                           | 1971       | Impulse!              |
| Wisdom Through Music                                       | 1972       | Impulse!              |
| Elevation                                                  | 1973       | Impulse!              |
| Love in Us All                                             | 1973       | ASD                   |
| Voyage to Uranus                                           | 1974       | Capitol               |
| Pharoah                                                    | 1977       | India Navigation      |
| Love Will Find a Way                                       | 1977       | Arista                |
| Beyond a Dream                                             | 1978       | Arista                |
| Journey to the One                                         | 1980       | Theresa (Evidence)    |
| Live                                                       | 1981       | Theresa (Evidence)    |
| Rejoice                                                    | 1981       | Theresa (Evidence)    |
| Heart is a Melody                                          | 1982       | Theresa (Evidence)    |
| Shukuru                                                    | 1985       | Theresa (Evidence)    |
| Oh Lord, Let Me Do No Wrong                                | 1989       | Columbia              |
| A Prayer Before Dawn                                       | 1987       | Theresa (Evidence)    |
| Africa                                                     | 1987       | Timeless              |
| Moonchild                                                  | 1989       | Timeless              |
| Welcome to Love (Live)                                     | 1990       | Timeless              |
| Crescent with Love                                         | 1992       | Evidence              |
| Naima                                                      | 1995       | Evidence              |
| Message from Home                                          | 1996       | Verve                 |
| Save our Children                                          | 1999       | Verve                 |
| Spirits                                                    | 2000       | Meta                  |
| With a Heartbeat                                           | 2003       | Evolver               |
| The Creator Has a Master Plan (Live)                       | 2003       | Venus                 |
| Live in Paris 1975                                         | 2020       | Transversales Disques |
| Promises (mit Floating Points & London Symphony Orchestra) | 2021       | Luaka Bop             |

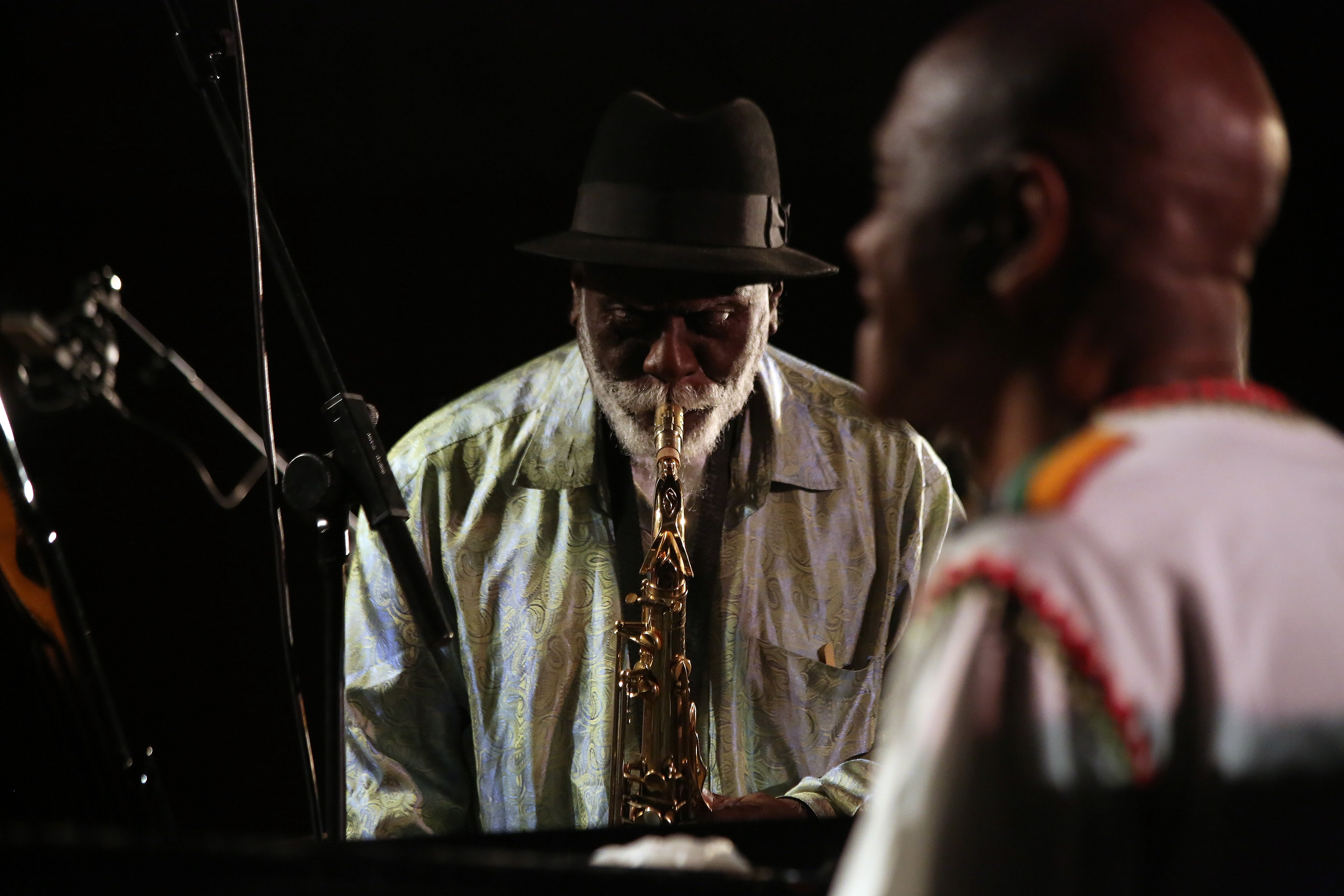
Pharoah Sanders Quartet (INNtöne, 2013)

| Live at Fabrik, Hamburg 1980                               | 2023       | Jazzline Classics     |